# Aleksandra Žekova
Aleksandra Žekova (Sofia, 5 ottobre 1987) è un'ex snowboarder bulgara.

## Biografia
In Coppa del Mondo ha esordito il 7 febbraio 2004 a Berchtesgaden (18ª).
Debuttò ai Giochi olimpici invernali di Torino 2006, concludendo ventiduesima nello snowboard cross e venticinquesima nello slalom parallelo, a Vancouver 2010non portò a termine la gara di snowboard cross in seguito ad una caduta.
Nel 2014 ha preso parte ai XXI Giochi olimpici invernali a Soči, in Russia, terminando in quinta posizione la gara di snowboard cross.
Nel 2018 ha preso parte ai XXIII Giochi olimpici invernali a Pyeongchang concludendo in sesta posizione nella gara di snowboard cross.

## Palmarès

### Universiadi
- 1 medaglia:
  - 1 oro (snowboard cross a Sierra Nevada 2015)

### Mondiali juniores
- 2 medaglie:
  - 2 argenti (snowboard cross, slalom gigante parallelo a Bad Gastein 2007)

### Coppa del Mondo
- Miglior piazzamento nella Coppa del Mondo di snowboard cross: 2ª nel 2011
- 17 podi:
  - 3 vittorie
  - 8 secondi posti
  - 6 terzi posti

#### Coppa del Mondo - vittorie
| Data          | Luogo     | Paese    | Disciplina |
| ------------- | --------- | -------- | ---------- |
| 24 marzo 2011 | Arosa     | Svizzera | SBX        |
| 25 marzo 2011 | Arosa     | Svizzera | SBX        |
| 5 marzo 2016  | Veysonnaz | Svizzera | SBX        |

Legenda:

SBX = Snowboard cross